# Preah Pithu
Preah Pithu (khmer : ប្រាសាទព្រះ ពិ ធូរ), ou Prah Pithu, est un groupe de cinq temples à Angkor, au Cambodge.

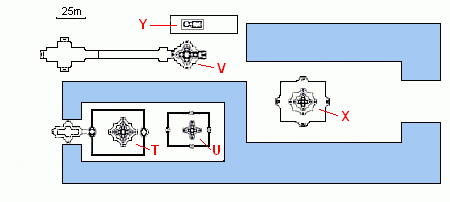
Plan des temples de Preah Pithu

## Le site
Ils sont situés à Angkor Thom, au nord-est du Bayon, en face de Tep Pranam. Les temples sont proches les uns des autres, mais ils n'ont pas été construits à la même période, à l'exception de deux d'entre eux. Il n'y a donc pas d’ordre apparent. Ils sont identifiés par des lettres : T, U, V, X et Y "X" est un temple bouddhiste inachevé et probablement le plus récent des cinq. Les autres sont des temples hindouistes.
Tous sont en mauvais état. En effet, les niveaux supérieurs sont en ruines, mais leurs sculptures sont intéressantes et le site est plutôt calme, boisé et peu encombré. Un fossé, souvent à sec, entoure certains des temples. Les temples ont été nettoyés d'abord par Jean Commaille en 1908, puis par Henri Marchal de 1918 à 1920.

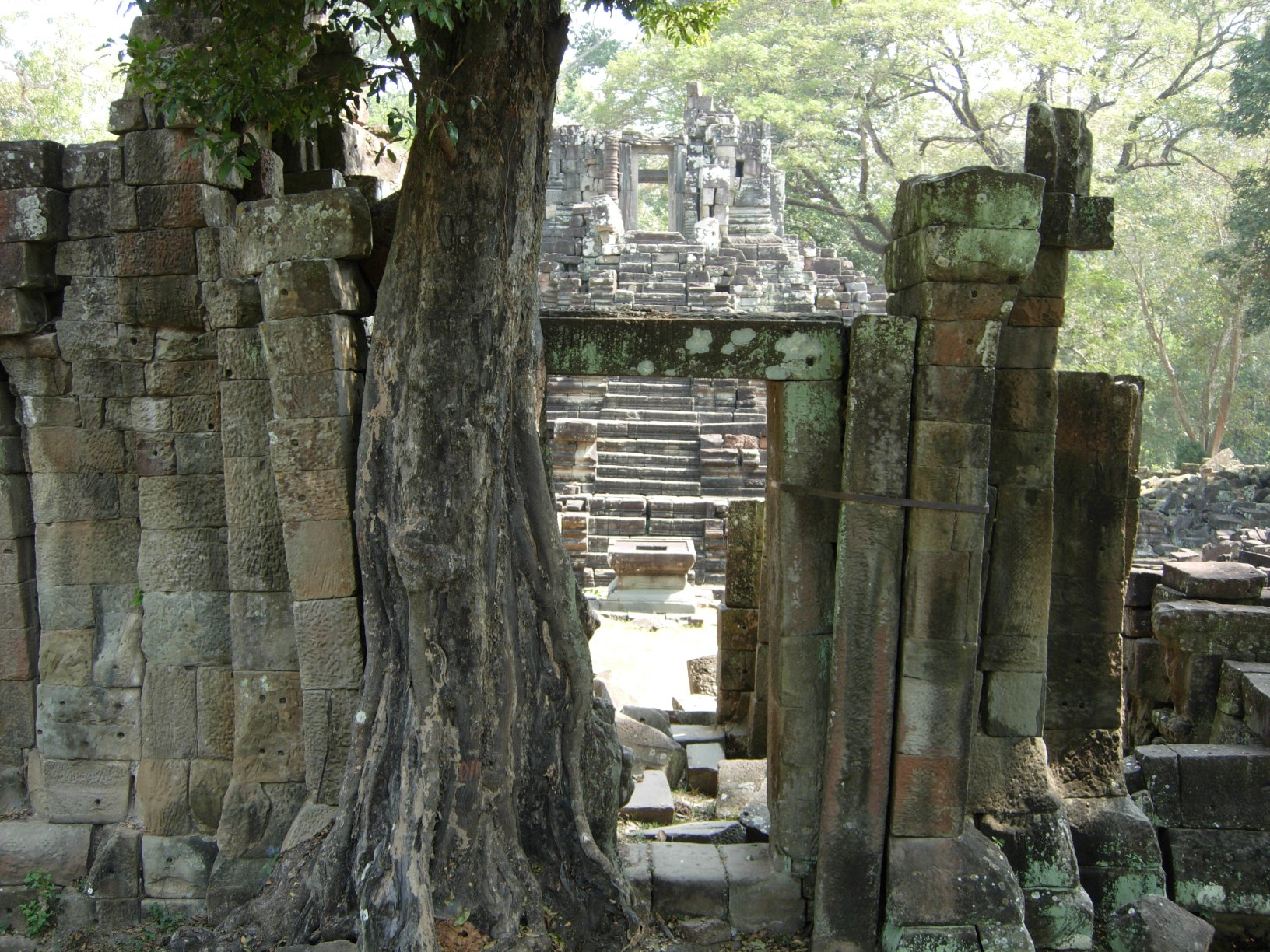
Temple T - Preah Pithu

## Temples«T»et«U»
Ils ont été construits ensemble. En effet, ils sont situés sur un axe est/ouest et entourés par un fossé unique : une terrasse cruciforme sur deux niveaux, avec des balustrades en forme de nâgas, leur sert d’entrée. Ils sont orientés vers l'ouest.
Le temple « T » possède une enceinte de grès de 45 mètres sur 40, ouverte par deux gopura sur l'axe principal est-ouest. Le sanctuaire est bâti au 3e niveau, sur une plate-forme de 6 mètres de haut. Il contient une chambre qui abritait une grande statue sur son piédestal. Les fragments du linteau de la porte ouest, sur le terrain, montrent une représentation stylisée de la « mer de lait », tandis que les murs sont décorés de motifs floraux dans le style du Bayon.
Le temple « U » est similaire à « T », mais plus petit et plus simple. Son enceinte mesure 35 mètres sur 28 et ne possède pas de gopura. Le linteau de la porte ouest montre la Trimurti, Shiva dansant entre Vishnu et Brahma. Les parois internes sont richement sculptées et la base des piliers est typique de la période d'Angkor Vat. Sur le linteau du Nord est gravée une autre représentation de la « mer de lait ».

## Temple«X»
Le temple « X » est situé sur une grande terrasse de 4 mètres de haut, à environ 100 mètres à l'est du temple de « U ». Il est accessible directement à partir de là, si le fossé est sec. Il est de conception similaire à l'ancien temple, mais plus grand et sa décoration est incomplète. « X » est un temple bouddhiste : les murs du sanctuaire central sont ornés d'une double rangée de bouddhas sculptés. Même les linteaux montrent des motifs bouddhistes. Cependant, les vestiges les plus intéressants représentent la célèbre coupe de cheveux de Siddharta. Vers l'est, la terrasse de latérite est entourée de stèles Sima, qui délimitent la zone sacrée.

## Temple«V»
À l'extérieur du fossé, au nord du temple « U », se trouve le temple « V ». Il est orienté vers l'Est, et s’ouvre sur un double vestibule. À l'Ouest, une chaussée se prolonge sur 40 mètres en une terrasse cruciforme, menant au nord-ouest vers la Place Royale. La chambre du sanctuaire, bâtie sur un socle sculpté à deux niveaux, est la plus importante du groupe. Elle possède un côté carré de 3,80 mètres, et a accueilli une grande statue de 1,5 mètre. Ses décorations extérieures, dans le style d'Angkor Vat, sont incomplètes.

## Temple«Y»
Le temple « Y » n'a pas de terrasse et se dresse sur une simple plate-forme en terre, au nord du temple « V ». Il est postérieur à Angkor Wat. Orienté à l'est, il possède deux entrées, reliées par un vestibule à une chambre sanctuaire de 3,5 mètres par 3. Cette chambre a accueilli une statue de 0,95 mètre de haut. La plus grande chambre s'est effondrée, mais sur son côté ouest, deux remarquables demi-frontons représentent la défaite de l'asura Bana devant Krishna au nord, ainsi que les trois pas de géant de Vamana au sud.